# West End Girls (шведская группа)
West End Girls — шведский подростковый синти-поп дуэт, исполняющий кавер-версии песен британского коллектива Pet Shop Boys. Название происходит от одной из самых известных композиций Pet Shop Boys (West End Girls).

## История
Группа получила известность после выхода в октябре «2005 года её дебютного сингла Domino Dancing», который достиг 3-й строчки национального шведского хит-парада. Изначально в состав West End Girls входили Изабел Эркендаль (Isabelle Erkendal, ведущая вокалистка) и Розанна Джиребек (Rosanna Jirebeck, синтезатор, вокал), им обеим на тот момент было по 16 лет. Являясь трибьют-группой, West End Girls пытаются воспроизвести в видеоклипах стилистику Pet Shop Boys; характерная черта — использование шляп или касок, в том числе во время живых выступлений.
В 2006 году группа выпустила ещё два сингла и дебютный альбом «Goes Petshopping». Она выступила с концертами в ряде европейских стран, в том числе и в России. Затем была взята пауза. Возвращение группы должно было произойти в 2008 году, однако состоялось только отчасти — возможно, в связи с уходом из коллектива в том же году Розанны, которую сменила Эммели Эркендаль (Emmeli Erkendal), двоюродная сестра Изабел.
Второй альбом группы был анонсирован, но дата его выхода пока не определена. Ожидается, что он будет включать не только кавер-версии песен Pet Shop Boys.

## Дискография

### Альбомы
- Goes Petshopping (2006)
- Shoplifters (анонсирован)

### Синглы
- Domino Dancing (2005)
- West End Girls (2006)
- Suburbia (2006)
- What Have I Done to Deserve This? (2008) — совместно с Магнусом Карлсоном из Weeping Willows
- Little Black Dress (2009)

## Дополнительные факты
- Композиция West End Girls «Suburbia» присутствует в саундтреке дополнения Pets к компьютерной игре «The Sims 2. Она исполняется на симлише» (официальный язык The Sims) и носит название «Booglurbia».
- Песню «Little Black Dress» группа получила «в подарок» от Pet Shop Boys, которые написали её для своего мюзикла «Closer to Heaven», но так и не использовали и не издавали.